# 루트비히 크뤼벨
루트비히 크뤼벨 (Ludwig Crüwell, 1892년 3월 20일 ~ 1958년 9월 25일) 은 제2차 세계 대전 중 독일의 장군이자 기갑 대장 (독일어: General der Panzertruppe)이다. 독일 아프리카 군단 (Afrika Korps) 에 참여한 바 있으며, 1942년 5월 29일, 항공 정찰 중에 타고 있던 정찰기가 격추되어 영국군의 포로가 되었다.

## 생애
크뤼벨은 1892년, 도르트문트에서 태어나, 1911년에 프로이센 육군 (Preußische Armee) 에 기병으로 입대하였다. 제1차 세계 대전에 참전하여 다양한 전선에서 참모로 일하고, 중위 (Oberleutnant)까지 승진하였으며, 전후에도 독일군에 남아 참모의 길을 걸었으나, 병과 (兵科)를 대전차부대, 그 다음 1938년에 기갑병과로 변경하였다. 1939년, 제2차 세계 대전이 터질 당시에는 대령(Oberst)으로서, 육군 참모본부의 부장을 맡고 있었다.
독일 16 군 (16. Armee) 참모 차장을 맡을 때인 1939년 12월, 소장 (Generalmajor)으로 승진하였고, 다음 해 프랑스 공방전에 참전하였다. 1940년 8월부터 다음 해 8월까지 독일 11 기갑사단장을 맡아 발칸 전선과 바르바로사 작전에 참여하였다. 1941년 9월, 중장 (Generalleutnant)으로 승진해 아프리카 군단 (Deutsches Afrikakorps) 사령관에 임명되었지만, 병 때문에 임무를 수행하게 된 것은 그 해 10월이 되고 나서였다.
1941년 12월, 기갑병 대장 (General der Panzertruppe)으로 승진하였고, 프리츠 바예를라인 참모장과 함께, 상관인 에르빈 롬멜과 작전을 둘러싸고 종종 격렬하게 논의하였다. 특히 1941년 12월, 롬멜이 지휘한 반격 작전 때에는 바이에를라인과 함께 롬멜에게 격렬하게 항의하여, 지휘하 부대를 키레나이카로 후퇴시켰다. 고향에서 2개월간 휴식을 취한 뒤, 전선에 복귀했으나, 가잘라 전투 (Battle of Gazala) 가 진행 중인 1942년 5월 29일, 항공 정찰 중에 타고 있던 정찰기 피제르 슈토르히(Fieseler Storch ) 가 격추되어 영국군의 포로가 되었다. 그 해 8월부터 1944년 6월까지 영국의 트렌트 파크 (Trent Park) 포로 수용소에 수용되고 있었으나, 그 뒤 미국 내의 포로 수용소로 옮겨졌다. 1958년, 서독의 에센에서 사망하였다.

## 같이 보기
- 아프리카 군단
- 독일 11 기갑사단